# أزدرخت كثير الأزهار
أزدرخت كثير الأزهار (الاسم العلمي:Melia floribunda) هو نوع غير مؤكد من النباتات يتبع جنس الأزدرخت من الفصيلة الأزدرختية.